# Гронингенски университет
Гронингенският университет (на английски: University of Groningen; на нидерландски: Rijksuniversiteit Groningen (RUG)) е създаден през 1614 година и е сред най-старите висши учебни заведения в страната. Той е сред 100-те най-добри университета в света във всички най-престижни световни класации.
Университетът е дом на първата жена студент, първата жена професор в страната, първия холандски астронавт и първия президент на Европейската Централна Банка. University of Groningen е на 2-рото място в страната и на 59-о вThe Academic Ranking of World Universities (ShanghaiRanking). Той е един от елитните изследователски университети в Европа, а сферите, в които се е специализирал, са психология, медицина, бизнес администрация, екология и социология.
Обучението в университета става на малки групи и окуражава студентите да взимат дейно участие в дискусии, генерирането на идеи и изграждането на знания. Университетът предлага баланс между теория и практика, като помага на всеки да развие индивидуалните си таланти.
Грьонингенският университет предлага 45 бакалавърски и 146 магистърски програми. Факултетът по право на университета е един от най-добрите в страната. Към днешна дата в Грьонингенския университет учат 30 000 студенти – почти 5000 от тях са чуждестранни. През последните три години печели престижната награда за удовлетвореност на международните студенти.